# Mr. Sunshine (południowokoreański serial telewizyjny)
Mr. Sunshine (kor. 미스터 션샤인) – 24-odcinkowy serial koreański nadawany przez południowokoreańską stację tvN w każdą sobotę i niedzielę od 7 lipca 2018 roku. Główne role odgrywają w nim Lee Byung-hun, Kim Tae-ri, Yoo Yeon-seok, Kim Min-jung i Byun Yo-han.
Seria jest udostępniona za pośrednictwem platformy Netflix, także w Polsce.

## Fabuła
Serial skupia się na walce o niepodległość Korei na początku XX wieku.

## Obsada

### Główna
- Lee Byung-hun[6][7] jako Choi Yoo-jin / Eugene Choi
  - Kim Kang-hoon[8] jako Choi Yoo-jin (dziecko)
  - Jeon Jin-seo[9] jako nastoletni Choi Yoo-jin

- Kim Tae-ri[10][6] jako Go Ae-shin
  - Heo Jung-eun[11] jako młoda Go Ae-shin

- Yoo Yeon-seok[12] jako Goo Dong-mae
  - Choi Min-yong jako Goo Dong-mae (dziecko)

- Kim Min-jung[13] jako Kudo Hina / Lee Yang-hwa

- Byun Yo-han[14] jako Kim Hee-sung

## Produkcja
Jest to trzecia kolaboracja scenarzystki Kim Eun-sook i reżysera Lee Eung-bok; poprzednie seriale wyprodukowane w ich współpracy to Taeyang-ui huye (2016) oraz Goblin (2016).
Początkowy budżet tej produkcji wyniósł 43 miliardy wonów (38,3 miliona dolarów). Serial ten początkowo był skierowany przez producenta serialu, Studio Dragon, dla stacji SBS, jednak propozycja spotkała się z odmową ze strony stacji ze względu na wysokie koszta (1,5 miliarda wonów za odcinek (1,5 miliona dolarów amerykańskich); gdzie seriale tej stacji kosztują zwykle 1/3 tej sumy). Serial ostatecznie został wykupiony przez stację tvN.
Jest to pierwszy serial, w którym występuje aktorka filmowa Kim Tae-ri. Początkowo, do obsady serialu dołączyła także aktorka Kim Sa-rang, jednakże musiała wycofać się z projektu ze względu na konflikt czasowy z innymi zobowiązaniami. Została zastąpiona przez Kim Min-jung. 
Zdjęcia do filmu wykonano w wielu miejscach kraju, między innymi w Pusan, Daegu, Gokseong, Gyeongju i Hapcheon. Na potrzeby serialu wybudowano dwa plany filmowe, które oddawać miały architekturę z początku XX wieku. Pierwszy z nich, wielkości 20 tysięcy metrów kwadratowych, powstał w Nonsan w prowincji Chungcheong Południowy, drugi, wielkości 6,6 tysięcy metrów kwadratowych powstał w Daejeon. Aby nadać realizmu scenom bitwy, zatrudniono ponad tysiąc statystów.

## Ścieżka dźwiękowa
Single
| Rok  | Tytuł                                                           | Najwyższa pozycja | Album   |
| Rok  | Tytuł                                                           | KOR               | Album   |
| ---- | --------------------------------------------------------------- | ----------------- | ------- |
| 2018 | „The Day (그 날)” (Park Hyo-shin)                               | 26                | Part 1  |
| 2018 | „Sad March (슬픈 행진)” (Elaine)                                | –                 | Part 2  |
| 2018 | „Days Without Tears (눈물 아닌 날들)” (Kim Yoon-ah)             | –                 | Part 3  |
| 2018 | „Sori (소리)” (Lee Su-hyun (Akdong Musician))                   | 68                | Part 4  |
| 2018 | „Good Day (좋은 날)” (MeloMance)                                | 38                | Part 5  |
| 2018 | „My Home (Eugene's Song)” (Savina & Drones)                     | –                 | Part 6  |
| 2018 | „Becoming The Wind (바람이 되어)” (Ha Hyun-sang)                | –                 | Part 7  |
| 2018 | „Stranger (이방인)” (Park Won)                                  | 85                | Part 8  |
| 2018 | „Shine Your Star (Prod. by Zico)” (o3ohn)                       | –                 | Part 9  |
| 2018 | „And I” (NU'EST W)                                              | 61                | Part 10 |
| 2018 | „See You Again (Feat. Richard Yongjae O'Neill)” (Baek Ji-young) | 39                | Part 11 |
| 2018 | „Beautiful As Fireworks (불꽃처럼 아름답게)” (Shin Seung-hun)   | –                 | Part 12 |
| 2018 | „Lover (정인 (情人))” (Sejeong (Gugudan))                       | 89                | Part 13 |
| 2018 | „If You Were Me” (벤 (Ben))                                     | 88                | Part 14 |
| 2018 | „How Can I Forget You (어찌 잊으오)” (Hwang Chi-yeul)           | 17                | Part 15 |